# Klei Entertainment
Klei Entertainment – kanadyjskie studio niezależne z siedzibą w Vancouver, zajmujące się produkcją gier komputerowych. Studio powstało w 2005 roku z inicjatywy Jamiego Chenga. Wśród dokonań ma między innymi grę logiczną Eets (2006), bijatyki Shank (2010) i Shank 2 (2012), skradankę Mark of the Ninja (2012) oraz Don't Starve (2013). W 2015 roku producent wydał grę zatytułowaną Invisible, Inc. 15 lutego 2017 roku wypuściło nową grę w wersji wczesnego dostępu – Oxygen Not Included.
W styczniu 2021 Klei zostało zakupione przez chińską korporację Tencent.